# Obleganje Autuna
Obleganje Autuna je bil spopad med Rimskim cesarstvom in germanskim barbarskim plemenom Alemanov, ki je pustošilo po Galiji. Rimljani so mesto uspešno branili, barbari pa so se umaknili, ko so se bližale okrepitve.

## Ozadje
Med rimsko državljansko vojno 350–353 je cesar Konstancij II. poskušal povečati pritisk na svojega tekmeca Magnencija tako, da je Alemansko konfederacijo pozval, naj prečka Ren in napade Magnencijeva posestva v Galiji. Načrt je bil uspešen; plemena pod poveljstvom Hnodomarja in njegovih zaveznikov so napadla Galijo, na bojnem polju premagala Cezarja Decentija (Magnencijevega brata) in ga oblegala v Sensu. Ob koncu državljanske vojne pa Alemani niso hoteli predati svojih osvojenih ozemelj cesarju, čeprav jim je podelil pooblastilo za napad izključno na upornike. Konstancij je generalu Klavdiju Silvanusu]zaupal pregon barbarov iz Galije in ponovno vzpostavitev rimske oblasti. Po uporu slednjega v začetku leta 355 je Konstancij 6. novembra 355 svojega bratranca Julijana povišal v naziv cesarja Zahodnega rimskega cesarstva. Prvega decembra je bil Julijan poslan iz Mediolana, da prevzame njegovo poveljstvo. Pozimi 355–356 je prebival v Vienne ob reki Rhone.

## Autun
Leta 356 je Julian, takoj ko se je začela sezona pohodov, prejel poročilo, da mesto Autun, glavno mesto Eduov, oblega precejšnja vojska Alemanov. Čeprav se je starodavno mesto ponašalo z obsežnim obzidjem, je bilo to v precej slabem stanju, zato je redna mestna garnizija, obupana nad obrambo, zapustila svoja mesta. Le domoljubna hrabrost skupine veteranov, ki so prebivali v mestu, je prebivalce rešila pred pustošenjem Alemanov. Čeprav ni imel predhodnih izkušenj z orožjem ali vojskovanjem, je Julijan takoj odšel, da bi prekinil obleganje, in prispel 24. junija. Barbari so se ob njegovem približevanju umaknili.